# Сомерсет (Меріленд)
Сомерсет (англ. Somerset) — місто (англ. town) в США, в окрузі Монтгомері штату Меріленд. Населення — 1187 осіб (2020).

## Географія
Сомерсет розташований за координатами 38°58′0″ пн. ш. 77°5′47″ зх. д. / 38.96667° пн. ш. 77.09639° зх. д. (38.966577, -77.096336).  За даними Бюро перепису населення США в 2010 році місто мало площу 0,71 км², уся площа — суходіл.

## Демографія
Згідно з переписом 2010 року, у місті мешкало 1216 осіб у 407 домогосподарствах у складі 347 родин. Густота населення становила 1709 осіб/км².  Було 423 помешкання (595/км²).
Расовий склад населення:
| - 91,7 % — білих - 3,9 % — азіатів - 0,7 % — чорних або афроамериканців - 1,0 % — осіб інших рас |

До двох чи більше рас належало 2,7 %. Частка іспаномовних становила 4,8 % від усіх жителів.
За віковим діапазоном населення розподілялося таким чином: 31,0 % — особи молодші 18 років, 51,3 % — особи у віці 18—64 років, 17,7 % — особи у віці 65 років та старші. Медіана віку мешканця становила 45,5 року. На 100 осіб жіночої статі у місті припадало 94,2 чоловіків;  на 100 жінок у віці від 18 років та старших — 87,3 чоловіків також старших 18 років.
За межею бідності перебувало 2,0 % осіб, у тому числі 0,0 % дітей у віці до 18 років та 1,9 % осіб у віці 65 років та старших.
Цивільне працевлаштоване населення становило 577 осіб. Основні галузі зайнятості: науковці, спеціалісти, менеджери — 23,2 %, освіта, охорона здоров'я та соціальна допомога — 22,2 %, публічна адміністрація — 20,8 %.